# Jef Raskin
Jef Raskin (9 de marzo de 1943 - 26 de febrero de 2005) fue un programador y filósofo estadounidense. Diseñador de interfaces de usuario. Conocido principalmente por fundar el proyecto Macintosh para Apple Computer a fines de los años 70 y por los ordenadores Canon Cat de la compañía japonesa Canon.

## Primeros años y estudios
Raskin nació en la ciudad de Nueva York. Se graduó en matemáticas en 1964 y en filosofía en 1965 en la Universidad Estatal de Nueva York en Stony Brook. Hizo el máster en informática en la Universidad del Estado de Pensylvania en 1967. Como tesis desarrolló una aplicación musical.
Más tarde se matriculó en un programa de música en la Universidad de California, San Diego (UCSD), pero lo dejó para enseñar arte, fotografía e informática allí, trabajando como ayudante de profesor desde 1970 hasta 1974. Ocasionalmente escribía para publicaciones de informática, como Dr. Dobb's.

## Carrera en Apple
Raskin conoció a Steve Jobs y Steve Wozniak asistiendo a la primera Feria de Informática de la Costa Oeste, en la presentación del Apple II. Steve Jobs contrató a su empresa, Bannister and Crun, para que escribieran el manual de programación en BASIC del ordenador Apple II. 
En enero de 1978 Raskin se unió a Apple como mánager de publicaciones. 
Era el empleado n.º 31. 
Durante algún tiempo, siguió como director de publicaciones y revisión de nuevos productos, trabajando también en el embalaje y otras cuestiones. 
Desde su cargo en documentación y pruebas, Raskin tenía gran influencia sobre los proyectos de ingeniería de la compañía.
Debido a que el Apple II, sólo mostraba letras mayúsculas en una pantalla de 40 columnas, su departamento utilizó máquinas basadas en Intel (con CP/M) para escribir la documentación. 
Esto le animó a desarrollar una tarjeta gráfica con 80 columnas para el Apple II. Su experiencia en las pruebas del Applesoft BASIC le inspiró para diseñar un producto competente, llamado Notzo BASIC, que sin embargo no fue implementado. 
Cuando Steve Wozniak desarrolló las primeras unidades de disco para el Apple II, Raskin utilizó sus antiguos contactos con UCSD y les animó a portar el Sistema Operativo UCSD P, que acabó convirtiéndose en el “Apple Pascal”.
Por aquellos días Raskin escribía textos sobre cómo podría convertirse el Ordenador Personal en una máquina para todo tipo de personas (por ejemplo, el ensayo “Computer by the Millions”) y sobre cuantas veces el Apple II era demasiado complejo para el usuario no técnico. 
Mientras el Apple III estaba en desarrollo, Raskin presionaba a Apple para crear un computador radicalmente diferente, diseñado desde el principio para que fuera fácil de usar.
Más tarde se contrató a su estudiante en prácticas, Bill Atkinson, de UCSD y en 1979 comenzó el proyecto Macintosh.
La visión que tenía en mente de la máquina resultó bastante diferente que la que acabó lanzándose al mercado, estando más cerca de lo que hoy en día son las PDA. 
La máquina era similar en potencia respecto a la Apple II, e incorporaba un pequeño display de 9 pulgadas en blanco y negro y una pequeña disquetera. Se implementaron aplicaciones básicas en la máquina, seleccionables presionando teclas. La máquina incluía lógica capaz de comprender las intenciones del usuario en tiempo real. Por ejemplo, si el usuario simplemente empezaba a escribir se entraba en modo editor, y si empezaba a teclear números, se iniciaba la calculadora. En muchos casos esto se hacía de forma transparente para el usuario.
En 1981 Steve Jobs, que había formado parte del proyecto, pero que había estado más ocupado dirigiendo el desarrollo del Apple Lisa, se aparta de dicho proyecto y dirige su atención al proyecto Macintosh, intentando unir el diseño de Xerox PARC inspirado en el GUI de Lisa al proyecto de Raskin, basado en el concepto “Computer by the millions”, antes mencionado.
Raskin reclama para el diseño de la interfaz del Mac un ratón de un solo botón, en contraposición al estándar de Xerox PARC de tres. Los demás, incluyendo Larry Tesler, reconocen su preferencia por un ratón de un solo botón, pero dicen que esto era una decisión alcanzada simultáneamente por otros en Apple, los cuales tienen más peso en esta cuestión.
Se dice que Raskin más tarde declaró que para él el ratón debería tener 3 botones claramente etiquetados. Dos botones encima para la orden “Seleccionar” y “Activar” y un tercer botón al lado que podría ser utilizado para “Agarrar”. 
Sin embargo, según un colaborador suyo, Raskin le dijo en el verano de 2005 que sus trabajos de los 70 concluían que un solo botón reducía el número de errores por parte del usuario.

## Investigación y trabajo posterior
Raskin abandonó Apple en 1982 para formar Information Appliance, Inc., el cual implementaba sus conceptos originales sobre lo que debería haber sido Macintosh. 
El primer producto fue SwyftCard, una aplicación integrada en una tarjeta para el Apple II, también lanzada en disco con el nombre de SwyftWare. 
Más tarde, el producto se lanzó como una computadora portátil independiente. Raskin licenció este diseño a Canon, el cual produjo un producto similar con el nombre de Canon Cat.
Lanzada al mercado en 1987, la unidad gozaba de una interfaz innovadora que atrajo mucho interés, pero sin obtener una buena respuesta comercial. 
Se ha sugerido que Canon canceló el Cat debido a rivalidades internas entre sus divisiones.
Raskin también escribió un texto, La Interfaz Humana (The Humane Interface), en el cual desarrolló sus ideas sobre interfaces ordenador-humano.
Al comienzo del nuevo milenio, Raskin emprendió la construcción de un nuevo tipo de interfaz basado en sus últimos 30 años de trabajo e investigación, llamado The Humane Environment. El 1 de enero de 2005 renombró el proyecto como Archy. 
Este es un sistema que encarna sus conceptos sobre la interfaz humana, ahora utilizando elementos de código abierto para la interpretación de un ZUI o Zooming User Interface. 
En el mismo período Raskin aceptó ser Profesor Adjunto de Informática en la Universidad de Chicago y, con Leo Irakliotis comenzó a diseñar un plan de estudios nuevo sobre interfaces humanos y empresas de ordenador.

## Otros intereses
Aunque es más conocido por su labor en la informática, Raskin también es conocido por otras actividades. 
Dirigió la San Francisco Chamber Opera Society, y tocaba tres instrumentos. 
Sus trabajos en el arte fueron expuestos en el Museo de Arte Moderno de Nueva York. 
Recibió una patente sobre la construcción de las alas de un aeroplano. 
Se decía que era un arquero dotado. 
Por otra parte era conductor de coche de carreras ocasional.

## Vida personal
Jef Raskin se casó con Linda S. Blum en 1982. 
La pareja tuvo tres hijos.
En diciembre de 2004 se le diagnosticó cáncer de páncreas. 
El 26 de febrero de 2005, murió en Pacífica, California, a la edad de 61 años.

## Libros
En el año 2000, Jef publicó The Humane Interface, el cual fue la culminación de 25 años trabajando en mejorar la interfaz humano-computadora. 
En él, Raskin muestra su filosofía sobre las interfaces de usuario. Abogaba por la simplicidad máxima e incluso el Mac OS le parecía demasiado complicado. 
Según Raskin, “cualquier interfaz de usuario que tenga más de cinco botones es demasiado complicada”. 
Esta misma filosofía sobre cualquier interfaz gráfica haría de los ordenadores algo mucho más fácil de utilizar, que era el objetivo primario del autor.
En esta obra definitiva (que tuvo cuatro reediciones y que fue traducida a cerca de una decena de idiomas, incluyendo el castellano) Jef acuñó el término y creó el campo de la cognética, o "ergonomía de la mente" transformando al diseño de interfaces en una disciplina ingenieril basada en una trama teórica sólida y demostrable.

## El Proyecto Archy
Inmerso en los últimos años de su vida en los asuntos de interfaz humana, Jef Raskin creó el Research Center for Humane Interfaces (RCHI), que publica información acerca de Archy, 
la culminación y ejemplo de sus principios de diseño. Archy rediseña los bloques básicos que conforman la computación para demostrar un paradigma completamente nuevo para el uso del ordenador y poniendo en marcha la que tal vez sea la única revolución significativa desde la creación de Windows hace 30 años, la eliminación de la distancia entre sistema operativo y aplicaciones
 (cita de la familia de Raskin)[cita requerida].
Archy es un software que encarna sus principios de diseño de más de un cuarto de siglo.
Para Jef el buen diseño era un deber moral y creía que los creadores de interfaces deberían estar sometidos al mismo código que los médicos, el hipocrático. Jugando con la primera sentencia de las leyes robóticas de Asimov, Jef insistía en lo que tendría que ser el apotegma básico de cualquier diseñador: "Ningún sistema debería dañar tu contenido o a través de la inacción permitir que el contenido se dañe a sí mismo". El programa Archy implementa este principio procurando impedir la pérdida permanente de cualquier contenido. Por otra parte Archy elimina el uso del ratón para edición de texto y acude a teclas de salto que ya estaban en el Copy Cat diseñado por Raskin a fines de los 90 y que Xerox sacó del mercado.

## El Cat de Canon
El Canon Cat es diseñado por Jef Raskin, inicialmente bajo el nombre de Swyft y en su compaña (Information Appliance Inc.). 
La inviabilidad de esta hace que Canon compre el proyecto, y se lanza con un público objetivo de secretarias y similares, entre los que es bien recibido por su precio (1.495 $) y prestaciones (integra tratamiento de textos y comunicaciones en ROM). 
Pero es cancelado seis meses después del lanzamiento con 20.000 unidades vendidas. 
Hay 2 posibles causas de ello. 
La primera es que Canon decidió cesar en la producción del Cat puesto que su auge había hecho disminuir, notablemente, la venta de máquinas de escribir y de computadoras, lo que provocó que hubiera tensiones con las empresas de este sector hasta el punto en el que Jeff recibe llamadas amenazantes. 
La segunda posibilidad es que Canon estaba muy interesada en financiar el NeXT de Steve Jobs, pero Jobs exigía para ello la retirada del Cat (Canon acaba con el 16,5% de NeXT).
Con este sistema, Jef trata de implementar un nuevo avance en la interfaz humana del mismo modo que el Mac lo supuso sobre la línea de comandos. 
Toda la interfaz es un procesador de texto, que simula una hoja en blanco en una máquina de escribir. 
A las funciones se accede mediante una tecla especial, llamada Use Front. Por ej., con la L accede al Disco, la J a la Impresora, y la N a la ayuda (una especie de hipertexto en modo texto muy bueno). La tecla Setup permite configurar varios parámetros del sistema y la Undo invalidar la última acción.
La memoria del Cat puede almacenar unas 160 Kb de texto (unas 80 páginas). 
Cuando de salva a disco se salva la memoria entera del Cat (incluso los 8 Kb de RAM baterizada que almacenan un diccionario personal) y la pantalla, y cuando se lee, se restaura esa copia, lo que permite llevarse en un disco todo el trabajo a otro Cat. 
Dos teclas situadas bajo la barra espaciadora y llamadas LEAP se encargan de marcar el texto para las búsquedas (incluso más rápido que con un ratón), navegar por el texto. 
Si lo que se escribe es un programa en FORTH o en ASM 68000, con pulsar una tecla se ejecuta el programa (todo el sistema está escrito en FORTH y ASM, al ser el lenguaje preferido de Jef por su facilidad de implementación).